# Parafia Najświętszej Maryi Panny Matki Miłosierdzia w Puszkach
Parafia Najświętszej Maryi Panny Matki Miłosierdzia w Puszkach – parafia rzymskokatolicka, administracyjnie należąca do archidiecezji wileńskiej, znajdująca się w dekanacie ignalińskim. 